# Mecklenburgische Jahrbücher
Die Mecklenburgischen Jahrbücher, bis zum 94. Jahrgang (1930) unter dem Titel Jahrbücher des Vereins für mecklenburgische Geschichte und Altertumskunde erscheinend, sind die älteste noch bestehende Zeitschrift Mecklenburgs.
Als Organ und wissenschaftliches Forum des 1835 gegründeten Vereins bot sie den aus der Vereinsarbeit hervorgehenden historischen Forschungen eine Publikationsmöglichkeit. Als Herausgeber fungierte für 44 Jahrgänge der Schweriner Archivar und Altertumsforscher Friedrich Lisch; auch sein Nachfolger Hermann Grotefend brachte es auf über dreißig Jahrgänge. Es hatte sich eingebürgert, dass der jeweilige Schweriner Archivleiter die Herausgeberschaft übernahm.
Die Zeitschrift genoss im 19. Jh. einen überregional guten Ruf, der Verein bekleidete eine gesellschaftlich angesehene Stellung. Das Protektorat übernahmen bis 1918 die Großherzöge beider Mecklenburg. Finanzielle Schwierigkeiten in der Zwischenkriegszeit ließen die Bedeutung des Vereins schwinden und die einzelnen Jahrgangshefte immer dünner werden. 1930 erfolgte unter dem Herausgeber Friedrich Stuhr die Umbenennung in Mecklenburgische Jahrbücher. Mit dem Jahrgang 104 (1940) musste die Zeitschrift ihr Erscheinen einstellen, weil die Versorgung mit Papier unter Kriegsbedingungen nicht mehr gewährleistet war. Nach Kriegsende verfügte ein Befehl der sowjetischen Militäradministration die Auflösung aller Vereine und besiegelte vorläufig das Ende des Geschichtsvereins.
1985 wurde in Anknüpfung an das alte Periodikum die Jahrbuchreihe in zunächst zweijähriger Erscheinungsweise wieder aufgenommen. Herausgeber war eine Arbeitsgemeinschaft von in Westdeutschland ansässigen Mecklenburg-Historikern, die unter dem Dach der Stiftung Mecklenburg in Ratzeburg arbeitete. Nach der deutschen Vereinigung erfolgte 1991 die Neugründung des Vereins in Schwerin, wo seit 1995 wieder jährlich die Mecklenburgischen Jahrbücher erscheinen. 2010 erschien ein Gesamtregister der Bände 1–125, erarbeitet von Grete Grewolls.